# If This Isn't Love
If This Isn't Love è il secondo singolo estratto dall'album eponimo "Jennifer Hudson", pubblicato il 24 febbraio 2009 solo sotto forma di download digitale.

## Formati e tracce
UK Digital Download
1. If This Isn't Love
2. If This Isn't Love (Fraser T. Smith Remix) [3:36]

## Versioni ufficiali
- Album Version — 3:36
- Radio Edit — 3:32
- Instrumental — 3:38
- Fraser T Smith Remix — 3:40
- StoneBridge Remix — 6:37
- StoneBridge Instrumental — 6:36
- StoneBridge Radio Edit — 3:14

## Classifiche
| Classifica (2009)                    | Posizione raggiunta |
| ------------------------------------ | ------------------- |
| UK Singles Chart                     | 37                  |
| U.S. Billboard Hot 100               | 63                  |
| U.S. Billboard Hot Adult R&B Airplay | 1                   |
| U.S. Billboard Hot R&B/Hip-Hop Songs | 5                   |

## Date di pubblicazione
| Paese       | Data             |
| ----------- | ---------------- |
| Stati Uniti | 24 febbraio 2009 |
| Regno Unito | 23 marzo 2009    |